# Cypripedium bardolphianum
Cypripedium bardolphianum är en orkidéart som beskrevs av William Wright Smith och Farrer. Cypripedium bardolphianum ingår i släktet guckuskor, och familjen orkidéer. Inga underarter finns listade i Catalogue of Life.